# 朴海充

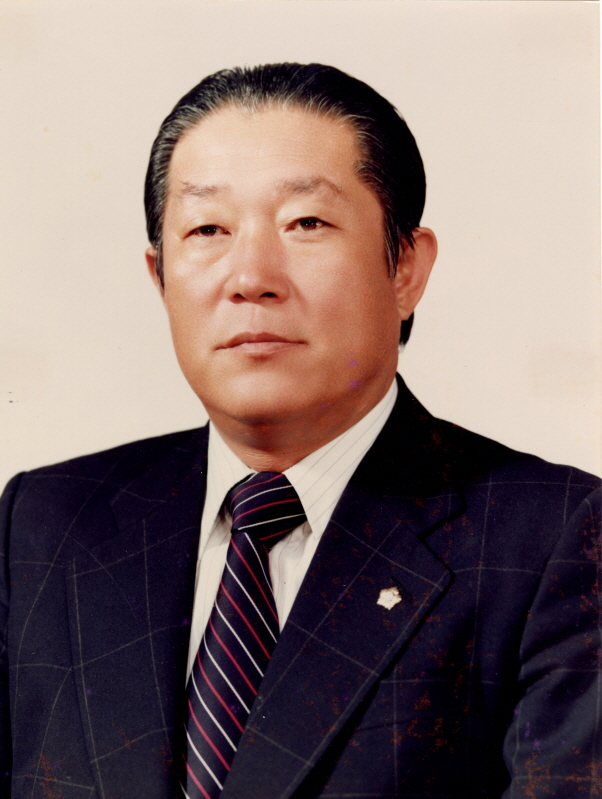
撮影時期不詳

朴 海充（パク・ヘチュン、朝鮮語: 박해충、1928年12月12日 - 2005年2月21日）は、大韓民国の政治家。第5・8・9・10・12代大韓民国国会議員。本貫は密陽朴氏。
現在の慶尚北道の保守一色と異なり、第三・第四・第五共和国時代の安東は野党が盛んな「野性の都市」と呼ばれ、朴はその代表的な政治家であった。

## 経歴
1928年12月12日、日本統治時代の慶尚北道安東郡南後面で6人きょうだいの長男として生まれた。大邱公立工業学校（現・大邱工業高等学校）を卒業後、慶熙大学校法科大学を修了した。朝鮮戦争の勃発直前に空軍へ志願入隊したが、戦争中に陸軍に編入され、洛東江の戦いに参戦した。しかし、戦中には手榴弾爆発事故により重傷を負ったため、空軍に復帰して上士（曹長）として予備役に編入された。1953年には家族を連れて大邱市内に転居し、同年には新義州出身の避難民の女性と結婚した。その後は25歳の若さで1954年の第3代総選挙に立候補したが落選した。1960年7月29日に実施された第5代総選挙に安東地区から民主党の公認で立候補して初当選し、国会議員となった。国会議員を合計5期務めたが、落選した回数も合計が5回であった。1985年2月12日に実施された第12代総選挙に全国区で新韓民主党の公認で立候補して当選し国会議員を務めた際には新韓民主党の事務総長と副総裁を務め、そのほか韓日議員連盟の副会長などを務めた。1988年の第13代総選挙で落選した後、政界から引退した。生涯にはその他に独立工業社長、三千里教材社社長などを務めた。晩年は慢性的な肺不全症を患った後、2005年2月21日には肝癌による食道静脈瘤の破裂で78歳で死去した。
また、1962年の政治活動浄化法により、軍事政権に抵抗したという理由で11か月間西大門刑務所に収監された。1969年にも三選改憲反対汎国民闘争委員会に参加したため、軍事政権の監察対象となった。1980年の5・17クーデター以降は第5共和国の発足に反対したためもう一度収監され、その後は政治活動の禁止措置を受けたが、1984年に政治規制から解禁された。

## エピソード
安東選出の国会議員では5選という最多選記録保持者であるが、第9代国会議員を除くと全てが議員の任期中に国会が強制解散されたため、在任期間は13年しかなかった。また、朴海充の出現により、安東地域で安東金氏と安東権氏の2大本貫から当選者が輩出することにしばらく雑姓が混ざるようになった。
野党内では金泳三の上道洞系と金大中の東橋洞系のどちらにもつかない無派閥の政治家であった。しかも大規模な国家事業のために時々与党に協力することもあったため、「野党の仮面をかぶった親政府の政治家」などと野党側から批判されたこともある。
1976年10月28日、安東多目的ダムの竣工式で大統領の朴正煕は発電機の稼働ボタンを押す直前、突然壇下にいた朴海充を呼び上げ、ボタンを一緒に押そうと提案した。当時の現場には同じ選挙区から選出された与党議員の金尚年もいたため、予想外の出来事となった。その原因はダムの建設に野党の新民党所属の朴海充の協力がなかったら、ダム反対の声が大きくなると絶対に成し遂げられない事業であったためと考えられる。しかし、その後に安東では「朴正煕と朴海充が同じ朴氏だから親交が厚い」という噂が出てきて、「サクラ」とも批判された。
第13代総選挙で安東市選挙区から当選した国会議員の呉景義は朴の秘書官であった。